# Cryptocanthon peckorum
Cryptocanthon peckorum là một loài bọ cánh cứng trong họ Bọ hung (Scarabaeidae).